# Georgi Najdenov
Georgi Spirov Najdenov (bulgare : Георги Спиров Найденов) (né le 21 décembre 1931 à Sofia en Bulgarie et mort le 28 mai 1970 à Damas en Syrie) est un joueur de football international bulgare, qui évoluait au poste de gardien de but, avant de devenir entraîneur.

## Biographie

### Carrière de joueur

#### Carrière en sélection
Avec l'équipe de Bulgarie, il dispute 51 matchs (pour aucun but inscrit) entre 1955 et 1966. 
Il figure notamment dans le groupe des sélectionnés lors des JO de 1956 et de 1960.
Il participe également aux coupes du monde de 1962 et de 1966. Lors du mondial 1962 organisé au Chili, il joue trois matchs : contre l'Argentine, la Hongrie et l'Angleterre. Lors de  l'édition 1966 en Angleterre, il dispute deux matchs : contre le Brésil et le Portugal.

## Palmarès
| CSKA Sofia - Championnat de Bulgarie (11) : - Champion : 1951, 1952, 1954, 1955, 1956, 1957, 1958, 1958-59, 1959-60, 1960-61 et 1961-62. - Vice-champion : 1953. - Coupe de Bulgarie (4) : - Champion : 1951, 1954, 1955 et 1961. - Finaliste : 1950. |  | Bulgarie olympique - Jeux olympiques : - Bronze : 1956. |

### Palmarès individuel
- Footballeur bulgare de l'année (1) : 1961.